# Sanctanus orbiculatus
Sanctanus orbiculatus är en insektsart som beskrevs av Ball 1932. Sanctanus orbiculatus ingår i släktet Sanctanus och familjen dvärgstritar. Inga underarter finns listade i Catalogue of Life.